# MagicGate

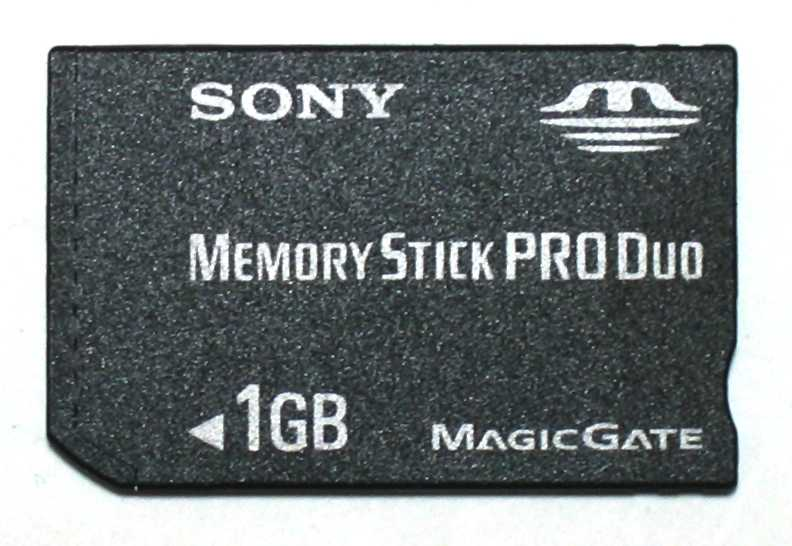
MagicGate対応
メモリースティック PRO Duo

MagicGate（マジックゲート、MG）は、ソニーが開発した、デジタル著作権管理技術の名称。OpenMGというデジタルコンテンツ著作権管理・保護・配信技術に深く関係している技術の一つである。
この技術は、同社が開発･発売しているメモリーカード・マジックゲートメモリースティック、メモリースティックPRO、マジックゲートメモリースティックDuo、メモリースティック PRO Duo、ソニー・コンピュータエンタテインメントのPlayStation 2専用メモリーカード、そしてau携帯電話（外部メモリにメモリースティック Duoを使用する機種）のセキュアデータの保存などに使用されている。
著作権保護された音楽･映像などのデータを暗号化し、再生など使用する際には、互いが著作権保護に対応しているかなどを認証し、認められた機器でのみ、データの読み込みなどをすることができる。故に、記録側が対応していなければ書き込みを行うことができず、また再生側が対応していなければ読み込むことができない。著作権保護されていないデータファイルは、マジックゲート未対応のスロットでも読み書きすることができる。